# Coupe de Russie 2006
Navigation
Édition précédente Édition suivante
La Coupe de Russie est une compétition internationale de patinage artistique qui se déroule en Russie au cours de l'automne. Elle accueille des patineurs amateurs de niveau senior dans quatre catégories: simple messieurs, simple dames, couple artistique et danse sur glace.
La onzième Coupe de Russie est organisée du 23 au 26 novembre 2006 à la petite arène sportive Loujniki de Moscou. Elle est la cinquième compétition du Grand Prix ISU senior de la saison 2006/2007.

## Résultats

### Messieurs
| Rang | Nom                  | Pays       | Points | Programme court | Programme court | Programme libre | Programme libre |
| ---- | -------------------- | ---------- | ------ | --------------- | --------------- | --------------- | --------------- |
| 1    | Brian Joubert        | France     | 237.83 | 1               | 77.70           | 1               | 160.13          |
| 2    | Johnny Weir          | États-Unis | 196.28 | 2               | 75.10           | 5               | 121.18          |
| 3    | Ilia Klimkin         | Russie     | 187.45 | 4               | 67.45           | 6               | 120.00          |
| 4    | Tomáš Verner         | Tchéquie   | 186.50 | 6               | 64.45           | 3               | 122.05          |
| 5    | Emanuel Sandhu       | Canada     | 185.45 | 3               | 71.30           | 8               | 114.15          |
| 6    | Kristoffer Berntsson | Suède      | 184.70 | 5               | 67.25           | 7               | 117.45          |
| 7    | Andrei Griazev       | Russie     | 184.02 | 8               | 62.59           | 4               | 121.43          |
| 8    | Sergei Dobrin        | Russie     | 182.39 | 9               | 59.36           | 2               | 123.03          |
| 9    | Anton Kovalevski     | Ukraine    | 162.98 | 10              | 53.69           | 9               | 109.29          |
| 10   | Christopher Mabee    | Canada     | 161.16 | 7               | 62.80           | 12              | 98.36           |
| 11   | Gregor Urbas         | Slovénie   | 159.22 | 11              | 51.39           | 11              | 107.83          |
| 12   | Ryo Shibata          | Japon      | 158.43 | 12              | 49.32           | 10              | 109.11          |

### Dames
| Rang | Nom                     | Pays        | Points | Programme court | Programme court | Programme libre | Programme libre |
| ---- | ----------------------- | ----------- | ------ | --------------- | --------------- | --------------- | --------------- |
| 1    | Sarah Meier             | Suisse      | 159.17 | 3               | 50.92           | 1               | 108.25          |
| 2    | Júlia Sebestyén         | Hongrie     | 146.75 | 1               | 54.36           | 5               | 92.39           |
| 3    | Yoshie Onda             | Japon       | 143.60 | 6               | 45.56           | 2               | 98.04           |
| 4    | Ielena Sokolova         | Russie      | 143.11 | 2               | 52.08           | 6               | 91.03           |
| 5    | Aki Sawada              | Japon       | 142.04 | 7               | 45.56           | 3               | 96.48           |
| 6    | Kiira Korpi             | Finlande    | 137.41 | 9               | 43.14           | 4               | 94.27           |
| 7    | Arina Martinova         | Russie      | 134.91 | 4               | 49.46           | 7               | 85.45           |
| 8    | Viktoria Volchkova      | Russie      | 130.83 | 5               | 47.50           | 8               | 83.33           |
| 9    | Alissa Czisny           | États-Unis  | 121.21 | 8               | 44.98           | 10              | 76.23           |
| 10   | Liu Yan                 | Chine       | 114.65 | 11              | 40.72           | 11              | 73.93           |
| 11   | Anastasia Gimazetdinova | Ouzbékistan | 114.12 | 10              | 42.76           | 12              | 71.36           |
| 12   | Viktória Pavuk          | Hongrie     | 111.74 | 12              | 34.88           | 9               | 76.86           |

### Couples
| Rang    | Nom                                      | Pays       | Points | Programme court | Programme court | Programme libre | Programme libre |
| ------- | ---------------------------------------- | ---------- | ------ | --------------- | --------------- | --------------- | --------------- |
| 1       | Aljona Savchenko / Robin Szolkowy        | Allemagne  | 179.45 | 1               | 63.96           | 2               | 115.49          |
| 2       | Maria Petrova / Aleksey Tikhonov         | Russie     | 178.03 | 2               | 62.28           | 1               | 115.75          |
| 3       | Yuko Kavaguti / Alexandre Smirnov        | Russie     | 168.50 | 3               | 59.46           | 3               | 109.04          |
| 4       | Dorota Zagórska / Mariusz Siudek         | Pologne    | 163.13 | 4               | 57.98           | 4               | 105.15          |
| 5       | Utako Wakamatsu / Jean-Sébastien Fecteau | Canada     | 140.63 | 5               | 52.92           | 5               | 87.71           |
| 6       | Kendra Moyle / Andy Seitz                | États-Unis | 136.78 | 6               | 49.08           | 6               | 87.70           |
| 7       | Maria Mukhortova / Maksim Trankov        | Russie     | 132.39 | 7               | 47.96           | 8               | 84.43           |
| 8       | Angelika Pylkina / Niklas Hogner         | Suède      | 130.94 | 8               | 44.00           | 7               | 86.94           |
| Forfait | Anabelle Langlois / Cody Hay             | Canada     |        |                 |                 |                 |                 |

### Danse sur glace
| Rang    | Nom                                     | Pays        | Points | Danse imposée | Danse imposée | Danse originale | Danse originale | Danse libre | Danse libre |
| ------- | --------------------------------------- | ----------- | ------ | ------------- | ------------- | --------------- | --------------- | ----------- | ----------- |
| 1       | Tanith Belbin / Benjamin Agosto         | États-Unis  | 186.33 | 2             | 36.56         | 1               | 58.02           | 2           | 91.75       |
| 2       | Oksana Domnina / Maksim Chabaline       | Russie      | 185.34 | 1             | 37.99         | 3               | 52.36           | 1           | 94.99       |
| 3       | Isabelle Delobel / Olivier Schoenfelder | France      | 183.53 | 3             | 36.50         | 2               | 57.83           | 3           | 89.20       |
| 4       | Sinead Kerr / John Kerr                 | Royaume-Uni | 168.53 | 4             | 32.25         | 4               | 51.88           | 4           | 84.40       |
| 5       | Nóra Hoffmann / Attila Elek             | Hongrie     | 161.57 | 6             | 30.25         | 6               | 48.89           | 5           | 82.43       |
| 6       | Morgan Matthews / Maxim Zavozin         | États-Unis  | 159.07 | 8             | 27.84         | 5               | 50.46           | 6           | 80.77       |
| 7       | Kristin Fraser / Igor Lukanin           | Azerbaïdjan | 157.15 | 5             | 30.35         | 7               | 47.17           | 7           | 79.63       |
| 8       | Anna Cappellini / Luca Lanotte          | Italie      | 149.53 | 7             | 28.12         | 8               | 46.44           | 9           | 74.97       |
| 9       | Anastasia Platonova / Andrei Maximishin | Russie      | 148.72 | 9             | 27.64         | 9               | 45.65           | 8           | 75.43       |
| 10      | Alla Beknazarova / Vladimir Zuev        | Ukraine     | 134.05 | 10            | 25.14         | 10              | 40.19           | 10          | 68.72       |
| Forfait | Ekaterina Rubleva / Ivan Shefer         | Russie      |        |               |               |                 |                 |             |             |
| Forfait | Mylène Girard / Bradley Yaeger          | Canada      |        |               |               |                 |                 |             |             |

## Sources
- Résultats de la Coupe de Russie 2006 sur le site de l'ISU
- Patinage Magazine N°105 (Hiver 2006/2007)